# Episteme formosana
Episteme formosana är en fjärilsart som beskrevs av Matsumura 1914. Episteme formosana ingår i släktet Episteme och familjen nattflyn. Inga underarter finns listade i Catalogue of Life.